# Adriano Pimenta
Adriano Faria Pimenta, mais conhecido como Adriano Pimenta (Goiânia, 14 de novembro de 1982) foi um futebolista brasileiro que atuava como meia. Recentemente no cargo de diretor esportivo do Atlético Clube Paranavaí

## Carreira
Adriano Pimenta começou a sua carreira no time de juniores do Guarani. Antes da temporada 2000/01, Adriano se transferiu para o clube japonês Nagoya Grampus Eight. Depois de uma temporada no Japão, ele voltou ao Guarani FC. Ele, portanto, foi transferido antes da temporada de 2005/06 para o clube da Swiss Super League o FC Thun e assinou um contrato até junho de 2008. No Thun ele imediatamente estabeleceu-se no time titular e assim permaneceu, atuando como o meia armador do time.
No jogo de ira fora de casa válido pela qualificação para a fase de grupos 2005/06 da Liga dos Campeões da UEFA contra o Malmö FF, Adriano marcou o gol decisivo na vitória de 1 a 0. Ele jogou em todos os 6 jogos da fase de grupos e marcou no jogo em casa contra o Ajax, empatando o jogo em 2 a 2 naquele momento. Após a conclusão da fase de grupos, o FC Thun estava em 3º lugar e qualificado para a primeira fase da Liga Europa da UEFA. Adriano jogou nas duas partidas contra o clube alemão Hamburger SV e marcou o gol da vitória por 1 a 0 em casa. Devido à derrota por 2 a 0 na no jogo fora, o FC Thun foi eliminado da competição nesta fase. Em 15 de janeiro de 2007, ele se mudou para o Japão novamente para jogar pelo Yokohama FC na J. League.
Em janeiro de 2008, ele voltou para o suíço Thun, mas em fevereiro de 2008, ele partiu para o Bragantino. Em outubro de 2008, Adriano assinou com Waitakere United da Nova Zelândia.
Em janeiro de 2009 , ele chegou na Bolívia e assinou um contrato de um ano com o Blooming. Em agosto de 2009 Pimenta chegou a um acordo mútuo com Blooming e o contrato foi rescindido. Em seguida, voltou para o Brasil e se juntou ao Sport Recife. No ano seguinte, Pimenta foi emprestado ao Grêmio Prudente e não muito tempo depois mudou-se para Fortaleza. No ano de 2011, se transferiu para o Atlético Goianiense.
Também jogou no ACP, de Paranavaí.